# Hortensia von Moos
Pour les articles homonymes, voir Hortensia et von Moos.
Hortensia von Moos
Hortensia Gugelberg von Moos (également connue sous le nom de Hortensia von Salis), née en 1659 à Maienfeld, et morte dans la même ville le 2 juillet 1715, est une érudite suisse de plusieurs domaines dont la théologie et la médecine.
Connue pour ses écrits sur la condition féminine dont s'inspireront plus tard les mouvements féministes en Suisse.

## Source
- Jürgen Seidel, « Gugelberg von Moos [-von Salis, Hortensia] » dans le Dictionnaire historique de la Suisse en ligne, version du 16 décembre 2009.
- Notices d'autorité :   - VIAF
  - ISNI
  - BnF (données)
  - IdRef
  - LCCN
  - GND
  - Pays-Bas
  - NUKAT